# Jordi Domenjó Cadefau
Jordi Domenjó Cadefau (Barcelona, 1979) és un esportista català que competeix en piragüisme en la modalitat d'eslàlom. Va guanyar dues medalles de bronze en el Campionat Mundial de Piragüisme en Eslàlom en els anys 2009 i 2010, i una medalla de bronze en el Campionat Europeu de Piragüisme en Eslàlom de 2000.